# Zatypota petronae
Zatypota petronae là một loài tò vò trong họ Ichneumonidae.